# Concepción megye (Corrientes)
Concepción egy megye Argentínában, Corrientes tartományban. A megye székhelye Concepción.

## Települések
Önkormányzatok és települések (Municipios y comunas)
- Colonia Santa Rosa
- Concepción
- Tabay
- Tatacuá